# Eleccions legislatives del Kirguizstan de 2000
El 20 de febrer de 2000 es van celebrar eleccions legislatives al Kirguizstan, amb una segona volta el 12 de març.
Dels 105 que estaven en joc, 73 van ser guanyats per candidats independents, esdevenint una vegada més la força dominant al Parlament. Dels partits polítics, la Unió de Forces Democràtiques del Kirguizstan va poder ocupar la majoria d'escons: 12 diputats. La participació electoral va ser del 64,4%.